# Степанов, Владимир Сергеевич
Владимир Сергеевич Степанов (1920—1998) — конструктор пускового оборудования ракетных комплексов наземного и морского базирования, Герой Социалистического Труда (1976).

## Биография

Могила Степанова на кладбище Памяти жертв 9-го января в Санкт-Петербурге.

Владимир Степанов родился 10 февраля 1920 года в Новочеркасске. В 1937 г. окончил школу № 12 в г. Магнитогорске и поступил на энергомашиностроительный факультет Ленинградского политехнического института. Учась на 4 курсе переведен в Ленинградский военно-механический институт. В начале Великой Отечественной войны был призван на службу в Рабоче-крестьянскую Красную Армию, однако вскоре был тяжело ранен и демобилизован. После выздоровления Степанов восстановился в Ленинградском военно-механическом институте. Окончив его в 1945 году, пошёл работать в Центральное конструкторское бюро № 34 (ныне — Конструкторское бюро специального машиностроения).
За время своей работы Степанов внёс большой вклад в развитие отрасли ракетного вооружения. Под его руководством разрабатывались новейшие виды стартового технологического оборудования для ВМФ и РВСН, создавались первые в СССР шахтные пусковые установки высокого класса защиты для запуска межконтинентальных баллистических раке. Являлся автором более чем пятидесяти изобретений, большого количества статей, научных работ и инженерных проектов. Был членом Государственной комиссии по лётным испытаниям первых ракетных комплексов на подводных лодках и первых ракетных комплексов шахтного базирования.
Указом Президиума Верховного Совета СССР в 1976 году Владимир Степанов был удостоен высокого звания Героя Социалистического Труда с вручением ордена Ленина и медали «Серп и Молот».
Умер 3 ноября 1998 года, похоронен на кладбище Памяти жертв 9-го января в Санкт-Петербурге.
Лауреат Ленинской премии (1980), Заслуженный конструктор Российской Федерации. Был также награждён рядом медалей.